# Стефан Префонтен

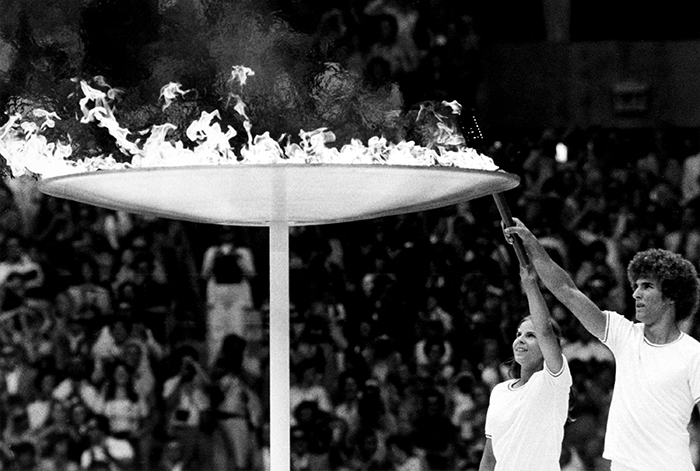
Стефан Префонтен (праворуч) та Сандра Гендерсон запалюють Олімпійський вогонь

Стефан Префонтен (нар. бл. 1961) — канадський легкоатлет, відомий тим, що разом із Сандрою Гендерсон запалював Олімпійський вогонь на літніх Олімпійських іграх 1976 року в Монреалі.

## Життєпис
Префонтен намагався брати участь у змаганнях з легкої атлетики за збірну Канади на літніх Олімпійських іграх 1984 року в Лос-Анджелесі, але відмовився від своєї мрії через травму сухожилля .
Пізніше він здобув освітній ступінь юриста в Монреальському університеті, потім здобу освітній ступінь магістра права в Колумбійському університеті в Нью-Йорку, США. Здобувши юридичний ступінь, Префонтен вивчав філософію та політологію у Франції в Institut d'Études Politiques de Paris (дослівно — Інститут політичних досліджень Парижа), здобувши докторський ступінь першого року навчання. Займаючись юридичною практикою, він також здобув ступінь магістра ділового адміністрування з фінансів в Університеті Макгілла в Монреалі.
Префонтен розпочав свою юридичну практику в 1989 році, а в 2004 році почав займатися венчурним капіталом. Того ж року він брав участь у естафеті вогню літніх Олімпійських ігор 2004 року, коли вона проходила Монреалем.